# Neosalanx pseudotaihuensis
Neosalanx pseudotaihuensis är en fiskart som beskrevs av Zhang, 1987. Neosalanx pseudotaihuensis ingår i släktet Neosalanx och familjen Salangidae. Inga underarter finns listade i Catalogue of Life.